# Алвін де Прінс
Алвін де Прінс (29 жовтня 1978) — люксембурзький плавець.
Учасник Олімпійських Ігор 2000, 2004, 2008 років.